# Nora Ney
Nora Ney, właściwie Sonia Najman (ur. 25 maja 1906 w Sielachowskich, zm. 21 lutego 2003 w Encinitas) – polska aktorka żydowskiego pochodzenia.

## Życiorys
W wywiadzie dla tygodnika „Kino” aktorka podała miejsce urodzenia wieś Sielachowskie, natomiast Grzegorz Rogowski w książce Skazane na zapomnienie. Polskie aktorki filmowe na emigracji podaje miejsce urodzenia aktorki pobliskie (ok. 6 km) miasteczko Wasilków (w którym od 2023 odbywa się Festiwal filmowy im. Nory Ney), położone na północ od Białegostoku. W miejscowości tej mieszkała cała rodzina Najmanów, tutaj też ojciec artystki, Jakob Najman prowadził skład drewna i był zamożnym przedsiębiorcą. Matka Soni, Maria, zmarła, gdy ta była jeszcze małym dzieckiem, a ojciec ożenił się ponownie.
W 1925 roku zdała maturę w elitarnym, prywatnym, koedukacyjnym gimnazjum Dawida Druskina przy ul. Szlacheckiej 4 w Białymstoku. Tuż po zakończeniu edukacji, świadoma planów wydania jej za mąż za zamożnego, starszego mężczyznę, uciekła z domu.
Późniejsza wielka gwiazda przedwojennego kina polskiego wyjechała do Warszawy, gdzie rozpoczęła naukę w Instytucie Filmowym Wiktora Biegańskiego. Jej doskonałe warunki: niepospolita uroda, doskonała sylwetka i wysoka sprawność fizyczna szybko zostały docenione, a pierwsza rola filmowa pozwoliła zdobyć stały kontrakt z wytwórnią Leo-Film, co zagwarantowało jej stabilność ekonomiczną i godziwe warunki egzystencji. Nora Ney zadebiutowała w 1926 roku epizodyczną rolą cyrkówki w niemym filmie Czerwony błazen (komedia-kryminał reżyserowana przez Henryka Szaro). Jej najbardziej znaną rolą stała się postać Aniuty w filmie Córka generała Pankratowa (1934).  
Gdy w 1939 roku wybuchła wojna, Nora Ney wraz ze swoją córeczką i mężem uciekła na Wschód, do Związku Radzieckiego; została zesłana w głąb imperium, dzięki czemu – paradoksalnie – uratowała życie. Po wojnie, po krótkim pobycie w Polsce, zdecydowała się na wyjazd do Stanów Zjednoczonych – wraz z córką Joanną i siostrą Lidią Leichter w 1946 roku przybyła do Nowego Jorku, gdzie podejmowała niewielkie, ze względów językowych, nieme role filmowe.
W związki małżeńskie Ney wstępowała czterokrotnie. Jej pierwszym życiowym partnerem był Seweryn Steinwurzel, wybitny operator filmowy współpracujący z nią przy wielu produkcjach, współtwórca jej celebryckiego wizerunku w polskim kinie. Drugim małżonkiem był Józef Fryd, dziennikarz, dystrybutor filmów zagranicznych w Polsce i producent filmowy. Trzecim mężem Ney był psychiatra Eugeniusz J. Brown, z którym Nora nie związała się na długo w Stanach Zjednoczonych. Jej ostatnim mężem był Leon Friedland, emerytowany biznesmen o petersburskich korzeniach, z którym w końcu lat 80. przeniosła się na południe USA. 
Jedyna córka aktorki, Joanna Maria Ney, urodzona w 1936 z małżeństwa z Józefem Frydem, jest amerykańską specjalistką ds. PR, kuratorką sztuki tańca, a także członkinią Amerykańskiej Akademii Sztuki i Wiedzy Filmowej. W serialu biograficznym Bodo z 2016 w rolę Nory Ney zagrała Anna Próchniak.

## Filmografia
- Gorączka złotego (1926)
- Czerwony błazen (1926)
- Orlę (1927)
- Zew morza (1927)
- Kobieta, która grzechu pragnie (1929)
- Policmajster Tagiejew (1929)[4]
- Uroda życia (1930)
- Serce na ulicy (1931)
- Głos pustyni (1932)
- Córka generała Pankratowa (1934)
- Kobiety nad przepaścią (1938)
- Doktór Murek (1939)